# Rue du Général-de-Maud'Huy
La rue du Général-de-Maud'Huy est une voie du 14e arrondissement de Paris, en France.

## Situation et accès
La rue du Général-de-Maud'Huy est une voie publique située dans le 14e arrondissement de Paris. Elle débute  boulevard Brune et se termine avenue Maurice-d'Ocagne.

## Origine du nom

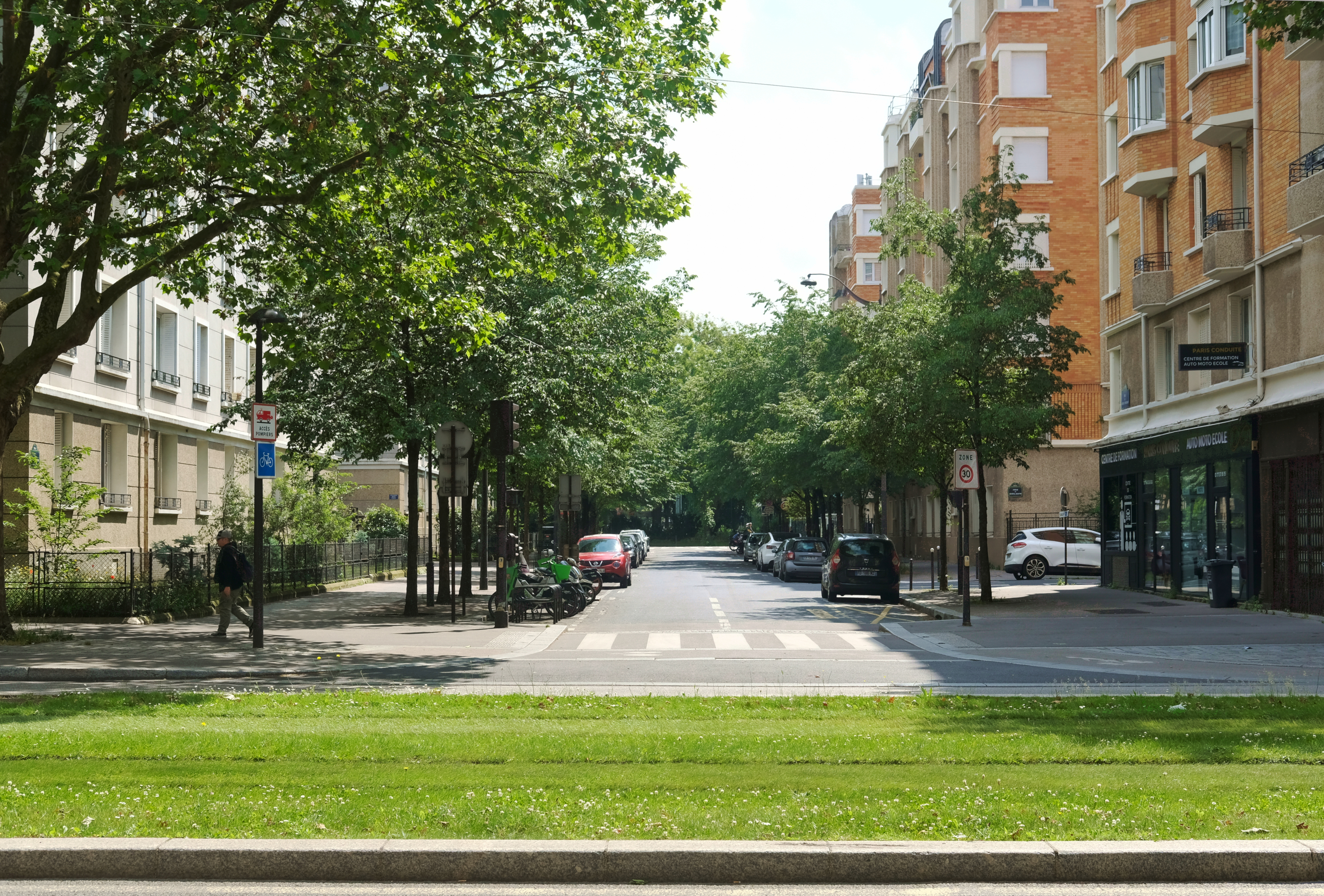
La rue du Général-de-Maud'Huy vue depuis le boulevard Brune.

Cette rue rend hommage au général Louis Ernest de Maud'huy (1857-1921), qui s'illustra durant la Première Guerre mondiale.

## Historique
La voie a été ouverte et a pris sa dénomination actuelle en 1934 sur l'emplacement du bastion no 78 de l'enceinte de Thiers. 